# 橋の一覧
橋の一覧（はしのいちらん）では、橋を国ごとにまとめたものを記す。

## アイルランド
- オコンネル橋
- サミュエル・ベケット橋
- ハーフペニー橋

## アメリカ合衆国
- ブルックリン橋 - ニューヨーク
- ヘルゲート橋 - ニューヨーク
- タコマナローズ橋 - ワシントン州
- ゴールデンゲート橋 - サンフランシスコ
- シルバー橋（英語版）
- ポンチャートレイン湖コーズウェイ - ルイジアナ州

## インド
- ネルー橋

## インドネシア
- スラマドゥ大橋

## イギリス
- フォース橋 - フォース湾
- タワーブリッジ - ロンドン
- アイアンブリッジ - バーミンガム

## イタリア
- アッカデーミア橋
- ヴェッキオ橋
- スカルツィ橋
- ため息橋
- グーリエ橋
- メッシーナ海峡大橋
- リアルト橋
- リベルタ橋

## イスラエル
- アレンビー橋

## ウズベキスタン
- アフガニスタン＝ウズベキスタン友好橋

## エジプト
- 10月6日橋
- ブラック橋（英語版）
- エル・フェルダン鉄道橋
- スエズ運河橋

## オーストラリア
- ハーバーブリッジ - シドニー

## オランダ
- クィーン・エマ橋
- マヘレの跳ね橋

## ガーナ
- アドメ橋（英語版）

## カナダ
- バラード橋（英語版） - バンクーバー

## 北朝鮮
- 帰らざる橋
- 中朝友誼橋

## ギリシャ
- リオン・アンティリオン橋

## サウジアラビア
- キング・ファハド・コーズウェイ

## ジンバブエ
- ヴィクトリアフォールズ橋

## スイス
- カペル橋 - ルツェルン
- ラントヴァッサー橋 - レーティッシュ鉄道
- ブルージオ橋 - レーティッシュ鉄道

## スウェーデン
- エーランド橋
- オーレスン・リンク
- ヘガクステン橋

## スペイン
- アラミリョ橋（英語版）
- ビスカヤ橋

## スリナム
- ユーレス・ヴェイデンボス橋

## スリランカ
- マナンピティヤ橋

## タイ
- タイ＝ラオス友好橋
- 第2タイ＝ラオス友好橋
- タークシン橋
- ピンクラオ橋
- ラーマ9世橋

## 大韓民国
- 仁川大橋
- オリンピック大橋
- 帰らざる橋
- 広安大橋
- 聖水大橋
- 堂山鉄橋
- 南海大橋
- 盤浦大橋
- 喬桐大橋

## 台湾
- 台北大橋
- 華翠大橋
- 淡江大橋
- 龍騰断橋
- 魚藤坪鉄橋
- 内社川鉄橋
- 大安渓鉄橋
- 大安渓鉄橋
- 西螺大橋
- 虎尾鉄橋
- 彰化-高雄高架橋
- 北港渓鉄橋
- 高屏渓斜張橋
- 下淡水渓鉄橋
- 澎湖跨海大橋
- 南方澳大橋
- 曙光橋
- 天龍吊橋
- 日光大橋 (台東市)

## 中華人民共和国
- 安済橋
- 盧溝橋（全長266m）
- 汲水門大橋
- 杭州湾海上大橋（全長35,673m）
- 丹陽-昆山特大橋
- 青島膠州湾大橋
- 青馬大橋
- 東海大橋
- 南京長江大橋
- ストーンカッターズ橋
- 四渡河大橋（英語版）
- 蘇通長江公路大橋
- 北盤江鉄道橋（英語版）

## チェコ
- カレル橋 - プラハ

## デンマーク
- エーレスンド橋
- オーレスン・リンク
- グレートベルト・リンク
- フレゼリク9世橋

## ドイツ
- オーバーバウム橋
- クレーマ橋 - エアフルト
- ホーエンツォレルン橋
- ルーデンドルフ橋

## ドミニカ共和国
- マウリシオ・バエズ橋

## トルコ
- ヴァレンス水道橋
- ガラタ橋
- ファーティフ・スルタン・メフメト橋
- ボスポラス橋

## 日本
- 本州四国連絡橋
  - 明石海峡大橋（全長3,911m）・大鳴門橋（全長1,629m）
  - 瀬戸大橋
  - しまなみ海道
- 東京ゲートブリッジ（全長2,618m）
- 日本橋 (東京都中央区の橋)
- レインボーブリッジ（全長798m）
- 横浜ベイブリッジ（全長860m）
- 港大橋（全長980m）

## パナマ
- アメリカ橋

## ハンガリー
- セーチェニ鎖橋 - ブダペスト
- メジェリ橋 - ブダペスト

## フィリピン
- サン・ファニーコ橋
- マルセロ・フェルナン橋

## ブラジル
- オクタヴィオ・フリアス・ジ・オリヴェイラ橋
- リオ・ニテロイ橋

## フランス
- アレクサンドル3世橋 - セーヌ川
- ヴィオール橋 - ヴィオール川
- ガラビ橋
- サン・ベネゼ橋
- シャンジュ橋
- シュリー橋
- タンカルヴィル橋
- ノルマンディー橋 - セーヌ川
- ビラケム橋 - セーヌ川
- ポンデザール
- ポン・デュ・ガール
- ポンヌフ
- ミヨー橋

## ベトナム
- カントー橋
- トアンフック橋
- ドラゴン橋
- バイチャイ橋
- ハムロン橋
- ハン川橋
- ラックミエウ橋

## ベネズエラ
- ラファエル・ウルダネタ橋

## ペルー
- インカ橋

## ボスニア・ヘルツェゴビナ
- スタリ・モスト
- ソコルル・メフメト・パシャ橋

## ポルトガル
- ヴァスコ・ダ・ガマ橋 - リスボン、テージョ川
- 4月25日橋 - テージョ川
- ドン・ルイス1世橋 - ドウロ川
- マリア・ピア橋

## マレーシア
- マレーシア・シンガポール・セカンドリンク

## 南アフリカ
- ブルークランズ橋
- ネルソン・マンデラ橋（英語版）

## モンテネグロ
- マラ・リイェカ橋梁

## ヨルダン
- アレンビー橋

## ラオス
- タイ＝ラオス友好橋
- 第2タイ＝ラオス友好橋

## ルーマニア
- トラヤヌス橋

## ロシア
- クラスノヤルスク橋
- ハバロフスク橋
- ヴォルゴグラード橋